# Parti communiste ouvrier espagnol (1973)
Pour les articles homonymes, voir Parti communiste ouvrier espagnol.
Le Parti communiste ouvrier espagnol (PCOE) est un parti politique espagnol fondé en 1973 par Enrique Lister, alors en opposition avec la ligne eurocommuniste du Parti communiste d'Espagne (PCE).

## Histoire
En 1968, la condamnation par le Parti communiste d'Espagne (PCE) de l'invasion de la Tchécoslovaquie par le Pacte de Varsovie accroît les tensions entre les eurocommunistes conduits par Santiago Carrillo et les pro-soviétiques. 
Cette opposition entre eurocommunistes et pro-soviétiques finit par conduire Enrique Líster, partisan inconditionnel de l'URSS auréolé par son passé de chef militaire durant la guerre civile espagnole et la Seconde Guerre mondiale, à créer en 1973 un parti dissident du PCE : le Parti communiste ouvrier espagnol (PCOE).
Le 31 octobre 1977 le PCOE est autorisé par l'Espagne. Il va alors présenter des candidats aux élections parlementaires successives mais ne parviendra jamais à dépasser 0,12 % des suffrages exprimés, ni à obtenir d'élus. 
En 1984, le PCOE refuse de participer à la création du Parti communiste des peuples d'Espagne (PCPE) qui rassemble les différents groupes communistes pro-soviétiques dissidents du PCE. 
En 1986, Enrique Líster et 10 000 militants du PCOE décident de réintégrer le PCE après que Santiago Carrillo en ait été exclu, ce qui accroit la marginalité du PCOE. 
En 2000 a lieu à Madrid le Congrès de l'unification communiste entre le PCOE et PCPE. En pratique ce Congrès signifie l’intégration du PCOE dans le PCPE. Certaines cellules du PCOE refusent cette absorption par le PCPE et décident de maintenir le PCOE.
Le PCOE a aujourd’hui ces principaux bastions à Séville, Barcelone, Cordoue et Madrid.

## Parti Communiste Ouvrier de Catalogne
Le Parti Communiste Ouvrier de Catalogne (PCOC) a été créé en 1973 et constituait la branche catalane du PCOE. Légalisé le 28 octobre 1977, le PCOC publiait le mensuel Endavant. 

En 1986 lorsque Lister réintègre le PCE, le PCOC l’imite en rejoignant le PSUC. 
Le PCOC est recréé une première fois en 2003 puis est à nouveau reconstitué en 2007.

## Fédération des jeunes communistes d'Espagne

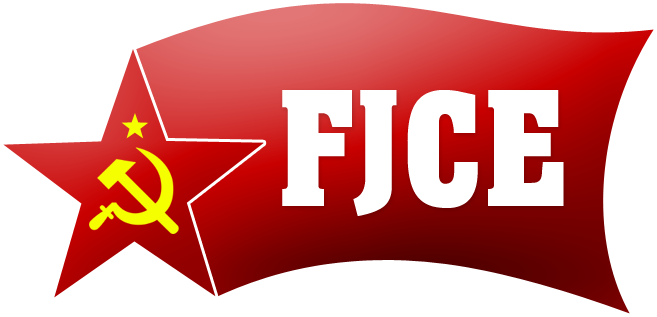
Logo de la Fédération des jeunes communistes d'Espagne.

La Fédération des jeunes communistes d'Espagne (FJCE) constitue l’organisation de jeunesse du PCOE. Elle a été fondée en 1977 et publia dans les années 1980 le journal Lucha Juvenil.
Affaiblie à la suite du retour de Lister au PCE (1986), la FJCE avait quasiment disparue au début des années 2000. Le 18 août 2011 l’organisation est reconstituée.